# Dick Howard
Dick Howard (Oklahoma City, Estados Unidos, 22 de agosto de 1935-9 de noviembre de 1967) fue un atleta estadounidense, especializado en la prueba de 400 m vallas en la que llegó a ser medallista de bronce olímpico en 1960.

## Carrera deportiva
En los JJ. OO. de Roma 1960 ganó la medalla de bronce en los 400 m vallas, con un tiempo de 49.7 segundos, llegando a meta tras sus compatriotas Glenn Davis que con 49.3 s batió el récord olímpico, y Clifton Cushman.